# Кесарин Ектаваткул
Кессарин Ектаваткул (на тайски: เกศริน เอกธวัชกุล์; известна и като Нуи Кетсарин) е тайландска шампионка по таекуон-до и киноактриса.

## Биография
Ектаваткул е родена в Тайланд на 31 август 1981 г.
Първата ѝ роля в киното е във филма „Born to Fight“ през 2004 г. Ролята, с която тя пробива, е във филма „Vanquisher“ от 2009 година, режисиран от Маноп Удомдеч. Там тя играе Сирин и изпълнява множество сложни трикове, превъртания, скокове и невероятни бойни умения. Ектаваткул описва ролята като трудна.
Кессарин Ектаваткул не е омъжена.

## Избрана филмография
- „Dangerous Flowers“ (2006)
- „Somtum“ (2008)
- „Vengeance of an Assassin“ (2014)